# Therese Johaug
Therese Johaug, née le 25 juin 1988 à Os, est une fondeuse et coureuse de demi-fond norvégienne. Elle a remporté quatre titres olympiques : lors de l'épreuve du relais aux Jeux olympiques de 2010, aux Jeux olympiques d'hiver de 2022 sur l'épreuve du skiathlon, du 10 kilomètres classique et du 30 kilomètres style libre. Elle a remporté également une médaille d'argent ainsi qu'une de  bronze aux Jeux de Sotchi 2014, respectivement sur le 30 kilomètres style libre et sur le 10 kilomètres classique.
Aux Championnats du monde, elle totalise quatorze titres : deux victoires sur les épreuves du 30 kilomètres et du relais à Oslo en 2011, deux titres sur le 10 kilomètres et le relais à Val di Fiemme en 2013, trois titres en skiathlon, 30 kilomètres et en relais aux mondiaux de Falun en 2015, trois supplémentaires (skiathlon, 10 km classique et 30 km) aux championnats du monde 2019 et quatre lors de l'édition 2021. En 2014, elle remporte le globe de cristal récompensant la première du classement général de la Coupe du monde, ainsi que le petit globe pour la première des courses de distances. Cette même saison, elle remporte deux courses par étapes, le Tour de ski et les Finales de la Coupe du monde. Elle remporte la Coupe du monde et le Tour de ski de nouveau en 2016 et en 2020 ainsi que le Tour de ski 2025. Elle compte 88 podiums individuels, dont quarante-neuf victoires. À cela, s'ajoutent dix-huit victoires avec l'équipe des relayeuses norvégiennes.
Elle manque les Jeux olympiques de 2018 à cause d'une suspension de 18 mois pour dopage.

## Biographie

### 2007
Therese Johaug commence sa carrière en Coupe du monde le 27 janvier lors de la saison de Coupe du monde de ski 2006-2007 à Otepää en Estonie ou elle termine à la huitième place sur le 10 kilomètres classique à l'âge de 18 ans.
Alors qu'elle n'a disputé que deux épreuves de Coupe du monde depuis le début de sa carrière, elle s'aligne lors de son premier championnat du monde sénior aux mondiaux de Sapporo sur le 30 kilomètres classique. Après deux chutes en début de course, elle décroche le bronze et devient la plus jeune médaillée dans un championnat du monde de ski de fond, elle est devancée par Virpi Kuitunen et Kristin Størmer Steira.
Deux semaines plus tard, elle obtient le bronze dans la poursuite de 10 kilomètres lors des Championnats du monde junior à Tarvisio. Le 24 mars, elle monte pour la première fois sur le podium en Coupe du monde avec une troisième place à Falun en Suède lors de la poursuite de 15 kilomètres. Elle devient championne de Norvège le 31 mars à Nybygda en battant Marit Bjørgen sur le 30 kilomètres.

### Saison 2007-2008
Elle participe pour la première fois au Tour de ski en terminant quatorzième au classement général.
Avec l'équipe de Norvège, elle remporte ses deux premiers succès en coupe du monde sur des relais 4 × 5 kilomètres à Beitostølen et à Davos, en individuel elle obtient le second podium de sa carrière à Otepää avec une troisième place. Elle devient à Malles Venosta triple championne du monde junior sur le 5 kilomètres classique, 10 kilomètres style libre et sur le relais féminin.

### Saison 2008-2009
Elle montera deux fois sur le podium lors de la Coupe du monde, avec notamment une seconde place lors des Finales de la coupe du monde à Falun.
Pour sa seconde participation au Tour de ski elle termine sixième au général et remporte la dernière étape avec l'ascension de l'Alpe Cermis.
Aux mondiaux de Liberec, elle termine quatrième sur le 30 kilomètres et sur le relais 4 × 5 kilomètres, elle ne décroche aucune médaille lors de ces championnats.

### Saison 2009-2010
Son début de saison est délicat ou elle n'enregistre aucun top 10 de novembre à janvier.
Lors de ses premiers Jeux olympiques à Vancouver, elle prend en individuel la sixième place au skiathlon et la septième au 30 kilomètres. Elle devient championne olympique sur le relais 4 × 5 kilomètres, où elle était la seconde relayeuse de l'équipe norvégienne composé de Vibeke Skofterud, Kristin Størmer Steira et Marit Bjørgen,.
À la fin de la saison de Coupe du monde, elle renoue avec les podiums à Lahti et à Oslo.

### Saison 2010-2011

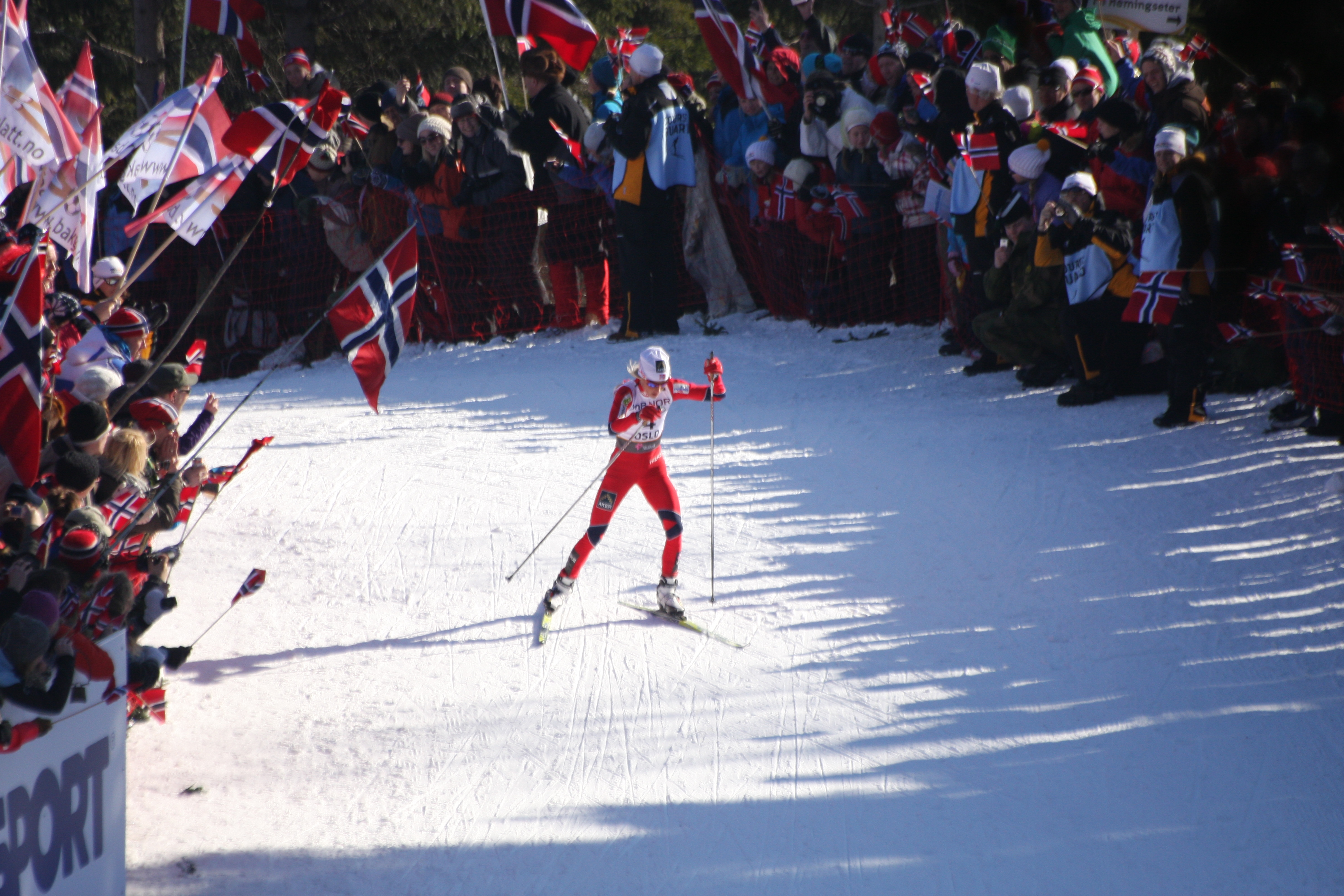
Therese Johaug leader à Holmenkollen.

Durant cette saison, Therese Johaug s'illustre dans un premier temps sur le tour du ski où elle réalise comme deux ans auparavant le meilleur temps de l'étape de l'Alpe Cermis. Partie cinquième à plus de trois minutes de Justyna Kowalczyk, elle termine finalement à la seconde place derrière la Polonaise au classement général, réduisant l'écart à l'arrivée à 1 minutes 21. Lors des Championnats du monde à Oslo sur la piste de Holmenkollen elle décroche dans un premier temps le bronze sur le skiathlon et l'or en relais, mais c'est sur le 30 kilomètres style libre que Therese Johaug signe le plus grand exploit de sa jeune carrière en remportant l'or devant son public en battant Marit Bjørgen et Justyna Kowalczyk après être passée à l'attaque avant la mi-course pour finir en solitaire.
La semaine suivante elle remporte sa première victoire en coupe du monde à Lahti sur 10 kilomètres, disputée sur un format de 5 kilomètres en classique et 5 kilomètres en style libre. Elle s'impose au sprint devant Justyna Kowalczyk, l'Italienne Arianna Follis prenant la troisième place à plus de 23 secondes.
Cette même année elle est visée par une polémique concernant sa maigreur et celle de plusieurs athlètes de fond norvégiennes, les autorités craignant des excès, en particulier chez les jeunes qui souhaitent imiter leurs idoles.

### Saison 2011-2012
Dans la saison 2011-2012, elle termine troisième du Tour de Ski avec le meilleur temps sur la dernière étape. Elle gagne deux victoires en Coupe du monde à Rybinsk, laissant Kowalczyk à 26 secondes et à Lahti, course où quatre Norvégiennes terminent aux quatre premières places, à chaque fois sur skiathlon. Elle termine troisième au classement général de la Coupe du monde tout comme sur le classement de la distance.

### Saison 2012-2013
Elle prend la deuxième place dans le Tour de Ski, seulement battu de 27 secondes par Justyna Kowalczyk. Pour la quatrième fois elle remporte la dernière étape de l'Alpe Cermis à Val di Fiemme.
Le 17 février, elle obtient sa quatrième victoire en Coupe du monde à Davos sur un 10 kilomètres poursuite style libre.
Aux championnats du monde à Val di Fiemme Therese Johaug prend d'abord l'argent sur le skiathlon, sur le 10 kilomètres style libre elle décroche sa deuxième médaille d'or individuelle dans des mondiaux en surprenant Marit Bjørgen alors favorite,. L'or est obtenu facilement en relais 4 × 5 kilomètres avec une équipe norvégienne au-dessus du lot où elle fait équipe avec Heidi Weng, Kristin Størmer Steira et Marit Bjørgen. Elle perd toutefois son titre sur le 30 kilomètres classique aux dépens de la vainqueur Marit Bjørgen et de Justyna Kowalczyk deuxième.
Le 17 mars, elle remporte sa cinquième victoire en Coupe du monde, loin devant Justyna Kowalczyk sur le 30 kilomètres style libre à Holmenkollen. Lors de la dernière épreuve de la saison, elle prend la seconde place aux Finales de la Coupe du monde.
Elle clôt la saison à la deuxième place du classement général et au classement de la distance de la Coupe du monde, ce qui constitue le meilleur résultat de sa carrière.

### Saison 2013-2014
Lors de l'ouverture de la saison, elle prend la troisième place sur le Nordic Opening à Kuusamo.
Elle fait partie des principales favorites du Tour de ski, d'autant que la Polonaise Justyna Kowalczyk ne prend pas le départ de la compétition à la suite du changement de programme qui remplace des étapes de classique par du skating à cause du manque d’enneigement. Après une onzième place sur le prologue, Therese Johaug parvient à assurer des résultats honorables sur les deux épreuves de sprint en se hissant en demi-finales et en quarts de finale. Profitant de l’abandon de Marit Bjørgen quittant le Tour à la suite d'ennuis de santé, elle termine troisième du 10 kilomètres classique et prend la seconde place du classement général après le 15 kilomètres style libre. Elle remporte l’étape du 5 kilomètres classique devant Astrid Jacobsen qui se révèle être sa principale rivale sur le Tour, cette dernière conservant un avantage de 23,8 secondes avant la dernière étape. Sur la montée de l’Alpe Cermis lors de la dernière épreuve, elle reprend Astrid Jacobsen et s’impose sur cette épreuve correspondant à ses qualités en devançant Astrid Jacobsen de 20,4 secondes et Heidi Weng de près de 3 minutes. Il s’agit là de sa cinquième victoire sur l’étape de l’Alpe Cermis et de son premier succès sur une compétition par étapes. Pour la première fois de sa carrière, elle prend la tête du classement général en Coupe du monde.
Aux Jeux olympiques de Sotchi, lors de la première épreuve de ski de fond, elle prend une décevante quatrième place en skiathlon derrière le trio Marit Bjørgen, Charlotte Kalla et Heidi Weng, elle était visiblement très affectée par le décès du frère de Astrid Jacobsen et n'avait pu trouver le sommeil la veille de la course. Sur le 10 kilomètres classique, elle décroche une médaille de bronze, sa première médaille olympique en individuelle, devancée par Justyna Kowalczyk et Charlotte Kalla. En relais Therese Johaug est la deuxième relayeuse, mais les Norvégiennes, grandes favorites de la course, passent totalement à côté de leur course et terminent à la cinquième place. Cette contre-performance s'explique principalement par une mauvaise préparation des skis par les membres de l'encadrement norvégien. Sur sa distance de prédilection, le 30 kilomètres style libre, elle s'empare de la médaille d'argent. Un groupe composé de trois fondeuses norvégiennes, Marit Bjørgen, Kristin Størmer Steira et Therese Johaug, s'échappe très tôt dans la course. Dans les derniers kilomètres, cette dernière accentue le rythme pour lâcher Kristin Steira. Dans la dernière bosse, elle doit toutefois s'incliner face à l'attaque tout en puissance de Marit Bjørgen pour échouer à près de trois secondes de la première place.
Après les Jeux, elle obtient une troisième place à Lahti sur un 10 kilomètres libre, derrière Bjørgen et Kalla. Elle s'incline ensuite face à sa compatriote lors du trente kilomètres d'Oslo, les deux Norvégiennes prenant rapidement la tête de la course avant que Bjørgen ne n'échappe.
Aux Finales de Falun, elle compte seulement trente-neuf points d'avance sur Marit Bjørgen grande favorite pour décrocher le globe de cristal compte tenu de sa grande forme. Sur la course de sprint classique, Therese Johaug se hisse en quart de finale, alors que sa rivale remporte l'étape et revient à trois points au classement général. Le lendemain, Johaug décroche Marit Bjørgen dès les premiers kilomètres sur l'épreuve de skiathlon, reléguant sa compatriote à 33,6 secondes. Cette performance lui permet de partir avec 15 secondes d'avance sur la course par handicap de 10 kilomètres style libre. En début de course, elle parvient à contenir Bjørgen puis à creuser l'écart pour finalement remporter les Finales de Falun avec une avance de 29 secondes sur sa compatriote.
La saison terminée, Therese Johaug remporte pour la première fois le grand globe de cristal, récompensant la première du classement général en Coupe du monde, ainsi que le petit globe de cristal attribué au vainqueur du classement de la distance.

### Saison 2014-2015
Après avoir remporté une course de pré-saison de 10 kilomètres classique à Beitostølen, elle s’impose sur le même format lors du premier week-end de la Coupe du monde en devançant de façon impressionnante Marit Bjørgen et Charlotte Kalla, Therese Johaug ayant mis l’accent sur le travail de sa technique en classique durant l'automne.
Sur le mini-tour Nordic Opening qui se déroule cette année à Lillehammer, elle atteint les quarts de finale de l'étape sprint, remporte l'étape de 5 km libre et termine finalement seconde du général battue dans le sprint final lors de la dernière étape de 10 km classique face à Marit Bjørgen.
À Davos elle signe sa deuxième victoire de la saison où elle exécute une performance impressionnante en reléguant Marit Bjørgen à plus de 40 secondes sur un 10 km classique.
Vainqueur sortante du Tour de Ski elle ne parvient pas à rivaliser avec une impressionnante Marit Bjørgen qui a fait du Tour son objectif prioritaire. Therese perd de précieuses secondes sur les 5 premières étapes et l'écart avec Marit Bjørgen devient rapidement trop grand à combler. Elle remporte toutefois le 10 km classique en mass start comptant pour la sixième étape où Marit ne cherche pas à lutter et laisse la victoire à sa coéquipière. Le lendemain elle remporte pour la 6e fois la dernière étape du Tour, elle parvient alors à ravir la seconde place du classement du Tour à Heidi Weng mais termine à 1 minutes 39 secondes de Marit Bjørgen.
Au championnat du monde de Falun elle fait une entrée fracassante sur le skiathlon où elle place une première attaque sur le style classique, distançant notamment Marit Bjørgen, elle réplique alors une seconde fois en libre où elle relègue et Charlotte Kalla qui finiront sur le podium, Therese file alors vers la victoire et son troisième titre en individuel. Tenante du titre sur le 10 km libre, elle ne termine qu'à une anonyme 27e, elle est comme ces coéquipières victime d'un mauvais choix de skis adopté par les techniciens Norvégiens qui n'ont pas su réagir au changement climatique durant la course. En relais elle décroche son troisième titre consécutif en compagnie de Heidi Weng, Astrid Jacobsen et Marit Bjørgen. Sur la dernière épreuve féminine des mondiaux elle écrase le 30 kilomètres classique, après seulement 20 minutes de course en plaçant une attaque dans la montée de Morderbakken qui lui permet de prendre seule la tête de la course et de creuser continuellement l'écart avec ses rivales, elle s’impose avec près d'une minutes d'avance sur Marit Bjørgen et Charlotte Kalla. Avec trois médailles d'or en quatre courses, Therese Johaug crée la surprise et devient l’athlète la plus titrée de ces mondiaux devant Marit Bjørgen.
Après les mondiaux, elle ne monte qu'une fois sur le podium sur le 30 kilomètres d'Oslo où elle termine deuxième. L'année est conclue par une seconde place du classement de la distance et du classement général de la Coupe du Monde derrière l'intouchable Marit Bjørgen.

### Saison 2015-2016
À la mi-novembre, Therese Johaug remporte facilement deux courses de distances exhibition à Beitostølen, cette bonne forme se confirme dès l’ouverture de la coupe du monde où elle remporte pour la première fois le mini-tour du Nordic Opening à Kuusamo.
Sur cette compétition où elle est éliminée en quart-de-finale de l’étape sprint le premier jour, elle construit son succès le lendemain en s’imposant sur l’étape du 5 km libre, résultat qui lui permet de s’élancer en tête de la poursuite par handicap lors de la dernière étape où elle décroche rapidement Østberg et ne laisse revenir aucune de ces concurrentes tout au long du 10 km classique.
Elle gagne sa 10e victoire en coupe du monde devant Stina Nilsson et Ingvild Flugstad Østberg, elle devient la seconde athlète de l’histoire à remporter l’ensemble des trois mini-tours dans sa carrière après Marit Bjørgen.
Therese Johaug explique ses progrès par un travail important de sa musculature lors de l'inter-saison.
La semaine suivante à Lillehammer, Therese Johaug s’impose facilement sur un skiathlon de 15 km. Sur la partie classique, elle fait exploser le peloton avant de lâcher successivement Heidi Weng et Charlotte Kalla qui finiront avec elle sur le podium.
À Davos en Suisse, Therese obtient une victoire impressionnante sur le 15 km skating en devançant de plus d'une minute Ingvild Flugstad Østberg et Heidi Weng.
À Toblach, dernière épreuve de décembre, elle remporte sa troisième victoire en coupe du monde de la saison sur le 10 km classique devant Krista Pärmäkoski et Ingvild Flugstad Østberg.
Elle remporte ensuite le Tour de ski pour la deuxième fois après s'être défaite d'Ingvild Flugstad Østberg, qui dominait jusque-là dans la montée finale de l'Alpe Cermis.
En février 2016, elle s'impose sur le trente kilomètres classique d'Holmenkollen avec une avance jamais vue dans le ski de fond féminin de 3 minutes et 46 secondes sur la deuxième.

### Suspension pour dopage
Le 13 octobre 2016, l'annonce que Therese Johaug a été contrôlée positive au stéroïde anabolisant clostebol est rendue publique par l'Agence mondiale antidopage. Dans une conférence de presse tenue le même jour, Therese Johaug explique qu'elle a utilisé une pommade pour soigner ses lèvres brûlées et que son médecin n'avait pas remarqué qu'elle contenait du clostebol. Le 19 octobre, elle est suspendue deux mois par l'agence antidopage norvégienne, tandis que son cas est étudié plus avant.
Le 10 février 2017, la sanction tombe : une suspension de treize mois à compter du 18 octobre 2016. Elle pourrait ainsi disputer toute la saison 2017-2018 et les Jeux olympiques d'hiver à Pyeongchang. Mais en mars 2017, la Fédération internationale de ski fait appel de cette décision et au mois d'août suivant, le Tribunal arbitral du sport rend sa décision dans laquelle il est spécifié : « Madame Johaug est suspendue pour 18 mois à compter du 18 octobre 2016 ». En conséquence, elle n'est pas autorisée à participer aux Jeux d'hiver 2018. Cette décision, qui sanctionne une négligence de l'athlète plutôt qu'une volonté de tricher, n'entame pas sa popularité en Norvège.

### 2018-2019: retour et succès aux Championnats du monde
En août 2019, Therese Johaug remporte le 10 000 mètres des Championnats de Norvège d'athlétisme, signant un des meilleurs temps européens de la saison 32:20:87.

### Saison 2022
Pour ses troisièmes Jeux, Therese Johaug remporte ses premiers titres en individuel en gagnant le skiathlon lors du premier jour de compétition. Puis en remportant le 10 kilomètres classique et le 30 kilomètres style libre. Elle met un terme à sa carrière à la fin de la saison.

### Saison 2024-2025
Après avoir eu une fille en mai 2023, Therese Johaug annonce en août 2024 reprendre la compétition avec comme objectif les championnats du monde disputés à Trondheim en Norvège. Elle termine deuxième de sa course de reprise en Coupe du monde, le 10 kilomètres classique de Ruka, seulement devancée par la Suédoise Frida Karlsson. La semaine suivante, à Lillehammer, Johaug remporte le 10 kilomètres libre puis le skiathlon.
Lors du Tour de Ski, Johaug prend la deuxième place de la troisième étape, un 20 kilomètres libre, seulement devancée par sa compatriote Astrid Øyre Slind. Elle est battue de deux dixièmes de seconde par sa compatriote lors de l'étape suivante, une poursuite de 15 kilomètres en style classique. Elle remporte les deux dernières étapes et s'impose au classement général pour la quatrième fois.
Apreès avoir remporté quatre médailles lors des championnats du monde, Johaug remporte la course de reprise en Coupe du monde, le 20 kilomètres classique d'Oslo.

## Société Johaug
À la fin 2012, Therese Johaug monte sa propre société d'équipements sportifs comme l'ont fait d'autres fondeurs norvégiens tel que Bjørn Dæhlie et Vegard Ulvang. Elle y commercialise des paires de gants comme les "30k Kollen" et les "Lahti" qui font références à ces précédentes victoires.

## Vie personnelle
Thérèse Johaug est originaire du village de Dalsbygda (no) près de Os dans le comté de Hedmark et vit actuellement à Oslo.
Elle a deux frères, Joakim et Karsten et une sœur Veronika.
Le rameur Nils Jakob Hoff est son compagnon.
Elle a une fille née en mai 2023.

## Style
Avec sa petite taille et son poids plume, elle s'illustre comme étant la meilleure grimpeuse sur les longues ascensions, comme le montre ses performances sur la montée de l'Alpe Cermis lors du Tour du Ski où elle tient la comparaison face à de nombreux athlètes masculins.
Toutefois elle ne développe pas la même puissance que Marit Bjørgen et Justyna Kowalczyk, ce qui compromet ses chances sur des arrivées groupées ou sur les épreuves de sprints où elle peine à être performante. Jusque-là, elle a toujours fait l'impasse sur les épreuves du sprint lors des grands championnats.

## Palmarès

### Jeux olympiques d'hiver
Therese Johaug a remporté un titre olympique en 2010 sur l'épreuve du relais, ainsi que deux places d'honneur sur les épreuves du skiathlon (6e) et du 30 kilomètres (7e).
Lors de l'édition suivante, elle décroche une médaille de bronze sur le 10 kilomètres classique, sa première médaille olympique en individuel, devancée par Justyna Kowalczyk et Charlotte Kalla. Sur le 30 kilomètres style libre, son principal objectif, elle échoue face à Marit Bjørgen et s'empare de la médaille d'argent.
| Épreuve / Édition | Sprint                           | Sprint                           | 10 km                            | 10 km                               | Poursuite / Skiathlon 2 × 7,5 km | 30 km                              | Relais | Relais                         |
| Épreuve / Édition | Libre                            | Classique                        | Libre                            | Classique                           | Poursuite / Skiathlon 2 × 7,5 km | 30 km                              | Sprint | 4 × 5 km                       |
| JO 2010 Vancouver | Épreuve inexistante à cette date | —                                | —                                | Épreuve inexistante à cette date    | 6e                               | 7e                                 | —      | Médaille d'or, Jeux olympiques |
| JO 2014 Sotchi    | —                                | Épreuve inexistante à cette date | Épreuve inexistante à cette date | Médaille de bronze, Jeux olympiques | 4e                               | Médaille d'argent, Jeux olympiques | —      | 5e                             |
| JO 2022 Pékin     | —                                | Épreuve inexistante à cette date | Épreuve inexistante à cette date | Médaille d'or, Jeux olympiques      | Médaille d'or, Jeux olympiques   | Médaille d'or, Jeux olympiques     | —      | 5e                             |

Légende :
- : première place, médaille d'or
- : deuxième place, médaille d'argent
- : troisième place, médaille de bronze
- — : Therese Johaug n'a pas participé à cette épreuve
- : épreuve inexistante à cette date

### Championnats du monde
Therese Johaug a remporté vingt-trois médailles aux Championnats du monde entre 2007 et 2025, dont dix titres individuels et quatre en relais. Son premier titre individuel et obtenu à Oslo sur sa distance de prédilection, le 30 km. Elle remporte l'or sur 10 km libre en 2013 à Val di Fiemme ainsi qu'au skiathlon et 30 km de Falun en 2015. En 2021, elle réalise le bilan parfait de quatre médailles d'or sur quatre épreuves disputées.
| Épreuve / Édition           | Sprint                           | Sprint                           | 10 km                            | 10 km                            | Poursuite / Skiathlon     | 30 km/50 km               | Relais | Relais                   |
| Épreuve / Édition           | Libre                            | Classique                        | Libre                            | Classique                        | Poursuite / Skiathlon     | 30 km/50 km               | Sprint | 4 × 5 km / 7.5 km        |
| Mondiaux 2007 Sapporo       | Épreuve inexistante à cette date | —                                | —                                | Épreuve inexistante à cette date | —                         | Médaille de bronze, monde | —      | —                        |
| Mondiaux 2009 Liberec       | —                                | Épreuve inexistante à cette date | Épreuve inexistante à cette date | 10e                              | 6e                        | 4e                        | —      | 4e                       |
| Mondiaux 2011 Oslo          | —                                | Épreuve inexistante à cette date | Épreuve inexistante à cette date | 4e                               | Médaille de bronze, monde | Médaille d'or, monde      | —      | Médaille d'or, monde     |
| Mondiaux 2013 Val di Fiemme | Épreuve inexistante à cette date | —                                | Médaille d'or, monde             | Épreuve inexistante à cette date | Médaille d'argent, monde  | Médaille de bronze, monde | —      | Médaille d'or, monde     |
| Mondiaux 2015 Falun         | Épreuve inexistante à cette date | —                                | 27e                              | Épreuve inexistante à cette date | Médaille d'or, monde      | Médaille d'or, monde      | —      | Médaille d'or, monde     |
| Mondiaux 2019 Seefeld       | —                                | Épreuve inexistante à cette date | Épreuve inexistante à cette date | Médaille d'or, monde             | Médaille d'or, monde      | Médaille d'or, monde      | —      | Médaille d'argent, monde |
| Mondiaux 2021 Oberstdorf    | Épreuve inexistante à cette date | —                                | Médaille d'or, monde             | Épreuve inexistante à cette date | Médaille d'or, monde      | Médaille d'or, monde      | —      | Médaille d'or, monde     |
| Mondiaux 2025 Trondheim     | —                                | Épreuve inexistante à cette date | Épreuve inexistante à cette date | Médaille d'argent, monde         | Médaille d'argent, monde  | Médaille de bronze, monde | —      | Médaille d'argent, monde |

Légende :
- : première place, médaille d'or
- : deuxième place, médaille d'argent
- : troisième place, médaille de bronze
- — : Therese Johaug n'a pas participé à cette épreuve
- : épreuve inexistante à cette date

### Coupe du monde
- 3 gros globes de cristal : gagnante du classement général en 2014, 2016 et 2020.
- 5 petits globe de cristal : gagnante du classement de la distance en 2014, 2016, 2019, 2020 et 2022.
- 111 podiums :
  - 89 podiums en épreuve individuelle : 50 victoires, 20 deuxièmes places et 19 troisièmes places.
  - 21 podiums en épreuve par équipes : 18 victoires, 1 deuxième place et 2 troisièmes places.
  - 1 podium en épreuve par équipes mixte : 1 troisième place.

#### Courses à étapes
71 podiums, dont 39 victoires d'étapes.
- Tour de ski :
  - Gagnante en 2014, 2016, 2020 et 2025.
  - 16 victoires d'étapes.
- Nordic Opening (Ruka Triple, Lillehammer) :
  - Gagnante en 2015, 2018, 2019 et 2020.
  - 12 victoires d'étapes.
- Finales (Falun, Québec) :
  - Gagnante en 2014.
  - 4 victoires d'étapes
- Ski Tour Canada :
  - Gagnante en 2016.
  - 2 victoires d'étapes.
- Ski Tour 2020 (Scandinavie) :
  - Première.
  - 5 victoires d'étape.

#### Détail des victoires individuelles
| Épreuve / Édition | Sprint | Sprint    | 10 km                                     | 10 km                | Skiathlon 2 × 7,5 km | 30 km | 30 km     | Tour de ski ou Finales ou Nordic Opening          |
| Épreuve / Édition | Libre  | Classique | Libre                                     | Classique            | Skiathlon 2 × 7,5 km | Libre | Classique | Tour de ski ou Finales ou Nordic Opening          |
| 2010-2011         |        |           | Lahti                                     | Lahti                |                      |       |           |                                                   |
| 2011-2012         |        |           |                                           |                      | Rybinsk Lahti        |       |           |                                                   |
| 2012-2013         |        |           | Davos                                     |                      |                      | Oslo  |           |                                                   |
| 2013-2014         |        |           |                                           |                      |                      |       |           | Tour de ski Finales de Falun                      |
| 2014-2015         |        |           |                                           | Ruka Davos           |                      |       |           |                                                   |
| 2015-2016         |        |           | Davos (15 km) Nové Město Falun            | Toblach Falun (5 km) | Lillehammer Lahti    |       | Oslo      | Nordic Opening (Ruka) Tour de ski Ski Tour Canada |
| 2018-2019         |        |           | Beitostølen (15km) Davos Ulricehamn Falun | Ruka Otepää          |                      |       | Oslo      | Nordic Opening (Lillehammer)                      |
| 2019-2020         |        |           | Davos Nové Město Falun                    | Nové Město Lahti     | Oberstdorf           |       |           | Nordic Opening (Ruka) Tour de ski Ski Tour        |
| 2020-2021         |        |           |                                           |                      | Lahti                |       |           | Nordic Opening (Ruka)                             |
| 2021-2022         |        |           | Ruka Davos Falun                          | Lahti                |                      |       | Oslo      |                                                   |

| Épreuve / Édition | Sprint | Sprint    | 10 km       | 10 km     | 20 km | 20 km     | Skiathlon 2 × 10 km | 50 km | 50 km     | Tour de ski ou Finales ou Nordic Opening |
| Épreuve / Édition | Libre  | Classique | Libre       | Classique | Libre | Classique | Skiathlon 2 × 10 km | Libre | Classique | Tour de ski ou Finales ou Nordic Opening |
| 2024-2025         |        |           | Lillehammer |           |       | Oslo      | Lillehammer         |       | Lahti     | Tour de ski                              |

##### Victoires d'étapes
| Date              | Lieu          | pays      | Compétition        | Discipline      |
| ----------------- | ------------- | --------- | ------------------ | --------------- |
| 4 janvier 2009    | Val di Fiemme | Italie    | Tour de Ski        | 9 km TL PU      |
| 28 novembre 2010  | Kuusamo       | Finlande  | Nordic Opening     | 10 km TL HS     |
| 9 janvier 2011    | Val di Fiemme | Italie    | Tour de Ski        | 9 km TL         |
| 27 novembre 2011  | Kuusamo       | Finlande  | Nordic Opening     | 10 km TC HS     |
| 8 janvier 2012    | Val di Fiemme | Italie    | Tour de Ski        | 9 km TL         |
| 18 mars 2012      | Falun         | Suède     | Finales            | 10 km TL H      |
| 6 janvier 2013    | Val di Fiemme | Italie    | Tour de Ski        | 9 km TL HS      |
| 24 mars 2013      | Falun         | Suède     | Finales            | 10 km TL H      |
| 4 janvier 2014    | Val di Fiemme | Italie    | Tour de Ski        | 5 km TC         |
| 5 janvier 2014    | Val di Fiemme | Italie    | Tour de Ski        | 9 km TL HS      |
| 15 mars 2014      | Falun         | Suède     | Finales            | 15 km PU        |
| 16 mars 2014      | Falun         | Suède     | Finales            | 10 km TL HS     |
| 6 décembre 2014   | Lillehammer   | Norvège   | Lillehammer Triple | 5 km TL         |
| 7 décembre 2014   | Lillehammer   | Norvège   | Lillehammer Triple | 10 km TC HS     |
| 10 janvier 2015   | Val di Fiemme | Italie    | Tour de Ski        | 10 km TC MS     |
| 11 janvier 2015   | Val di Fiemme | Italie    | Tour de Ski        | 9 km TL HS      |
| 28 novembre 2015  | Kuusamo       | Finlande  | Ruka Triple        | 5 km TL         |
| 29 novembre 2015  | Kuusamo       | Finlande  | Ruka Triple        | 10 km TC HS     |
| 2 janvier 2016    | Lenzerheide   | Suisse    | Tour de Ski        | 15 km TC MS     |
| 6 janvier 2016    | Oberstdorf    | Allemagne | Tour de Ski        | 10 km TC MS     |
| 10 janvier 2016   | Val di Fiemme | Italie    | Tour de Ski        | 9 km TL HS      |
| 2 mars 2016       | Montréal      | Canada    | Ski Tour Canada    | 10,5 km TC MS   |
| 1er décembre 2018 | Lillehammer   | Norvège   | Lillehammer Triple | 10 km TL        |
| 2 décembre 2018   | Lillehammer   | Norvège   | Lillehammer Triple | 10 km TC HS     |
| 24 mars 2019      | Québec        | Canada    | Finales            | 10 km TL HS     |
| 30 novembre 2019  | Kuusamo       | Finlande  | Ruka Triple        | 10 km TC        |
| 1er décembre 2019 | Kuusamo       | Finlande  | Ruka Triple        | 10 km TL HS     |
| 28 décembre 2019  | Lenzerheide   | Suisse    | Tour de Ski        | 10 km TL MS     |
| 31 décembre 2019  | Dobbiaco      | Italie    | Tour de Ski        | 10 km TL        |
| 5 janvier 2020    | Val di Fiemme | Italie    | Tour de Ski        | 10 km TL MS     |
| 15 février 2020   | Östersund     | Suède     | Ski Tour           | 10 km TL        |
| 16 février 2020   | Östersund     | Suède     | Ski Tour           | 10 km TC HS     |
| 18 février 2020   | Åre           | Suède     | Ski Tour           | Sprint TL       |
| 20 février 2020   | Meråker       | Norvège   | Ski Tour           | 34 km TL MS     |
| 23 février 2020   | Trondheim     | Norvège   | Ski Tour           | 15 km TC HS     |
| 28 novembre 2020  | Kuusamo       | Finlande  | Ruka Triple        | 10 km TC        |
| 29 novembre 2020  | Kuusamo       | Finlande  | Ruka Triple        | 10 km TL HS     |
| 4 janvier 2025    | Val di Fiemme | Italie    | Tour de Ski        | 20 km Skiathlon |
| 5 janvier 2025    | Val di Fiemme | Italie    | Tour de Ski        | 10 km TL MS     |

Légende :

TC = classique

TL = libre

MS = départ en masse

HS = départ avec handicap

PU = poursuite

#### Classements en Coupe du monde
Dans les compétitions par étapes, Therese Johaug remporte le Tour de ski et les Finales de Falun lors de la saison 2013-2014, le Nordic Opening et le Tour de ski la saison 2015-2016.
En 2014, elle remporte le classement général de la coupe du monde, ainsi que le classement de la distance en devançant Marit Bjørgen. En 2016, elle gagne de nouveau le classement général devant ses compatriotes Østberg et Weng et le globe de la distance. En 2019, elle gagne le petit globe de cristal de la distance pour la troisième fois. En 2020, elle gagne sa troisième Coupe du monde.
| Saison / Épreuve | Saison / Épreuve | Général | Général | Distance | Distance | Sprint | Sprint | Tour de ski depuis 2007 | Finales depuis 2008              | Nordic Opening depuis 2011 |
| ---------------- | ---------------- | ------- | ------- | -------- | -------- | ------ | ------ | ----------------------- | -------------------------------- | -------------------------- |
| Saison / Épreuve | Saison / Épreuve | Class.  | Points  | Class.   | Points   | Class. | Points | Tour de ski depuis 2007 | Finales depuis 2008              | Nordic Opening depuis 2011 |
| 2007             | 2007             | 44e     | 92      | 23e      | 92       | -      | -      | -                       |                                  |                            |
| 2008             | 2008             | 18e     | 403     | 15e      | 306      | 47e    | 25     | 14e                     | -                                |                            |
| 2009             | 2009             | 8e      | 829     | 7e       | 507      | 89e    | 2      | 6e                      | 2e                               |                            |
| 2010             | 2010             | 17e     | 372     | 14e      | 274      | 61e    | 26     | -                       | 7e                               |                            |
| 2011             | 2011             | 4e      | 1173    | 3e       | 671      | 70e    | 10     | 2e                      | 3e                               | 10e                        |
| 2012             | 2012             | 3e      | 1787    | 3e       | 1231     | 38e    | 56     | 3e                      | 4e                               | 2e                         |
| 2013             | 2013             | 2e      | 1503    | 2e       | 874      | 39e    | 49     | 2e                      | 2e                               | 4e                         |
| 2014             | 2014             | 1re     | 1545    | 1re      | 750      | 32e    | 75     | 1re                     | 1re                              | 3e                         |
| 2015             | 2015             | 2e      | 1388    | 2e       | 857      | 39e    | 51     | 2e                      | Épreuve inexistante à cette date | 2e                         |
| 2016             | 2016             | 1re     | 2681    | 1re      | 1533     | 16e    | 148    | 1re                     |                                  | 1re                        |
| 2019             | 2019             | 3e      | 1322    | 1re      | 956      | 72e    | 6      |                         | 2e                               | 1re                        |
| 2020             | 2020             | 1re     | 2508    | 1re      | 1451     | 17e    | 157    | 1re                     | 1re                              | 1re                        |
| 2021             | 2021             | 9e      | 611     | 9e       | 410      | 87e    | 1      | -                       | Épreuve inexistante à cette date | 1re                        |

### Championnats du monde junior
En deux participations aux Championnats du monde juniors entre 2007 et 2008, Therese Johaug a remporté quatre médailles dont trois titres en 2008 dans les épreuves du 5 kilomètres, 10 kilomètres et du relais.
| Épreuve / Édition            | Sprint                           | Sprint                           | 5 km                             | 5 km                             | 10 km              | Relais        |
| Épreuve / Édition            | Libre                            | Classique                        | Libre                            | Classique                        | 10 km              | Relais        |
| Mondiaux 2007 Tarvisio       | Épreuve inexistante à cette date | 13e                              | 4e                               | Épreuve inexistante à cette date | Médaille de bronze | —             |
| Mondiaux 2008 Malles Venosta | —                                | Épreuve inexistante à cette date | Épreuve inexistante à cette date | Médaille d'or                    | Médaille d'or      | Médaille d'or |

Légende :
- : première place, médaille d'or
- : troisième place, médaille de bronze
- — : Therese Johaug n'a pas participé à cette épreuve
- : Epreuve inexistante à cette date

### Coupe de Scandinavie
- 1 victoire.

### Championnats de Norvège
Elle remporte son premier titre sur le trente kilomètres classique en 2007. Elle remporte aussi les titres suivants :
- 2008 : 56 kilomètres classique.
- 2009 : 30 kilomètres libre.
- 2012 : skiathlon.
- 2014 : dix kilomètres classique.
- 2015 : dix kilomètres libre.
- 2016 : cinq kilomètres et 30 kilomètres libre.
- 2019 : cinq kilomètres libre, skiathlon, dix kilomètres et 30 kilomètres classique.
- 2020 : dix kilomètres libre et quinze kilomètres classique.
- 2021 : skiathlon et cinq kilomètres classique.

## Palmarès en athlétisme

### National
En 2019, elle remporte le titre national du 10 000 mètres.